# 林瑞泉
林瑞泉（?—?），原名蔡名泉，字嘉孔，號又眉，福建福清人，清朝政治人物。同進士出身。
乾隆十年（1745年）乙丑科進士，三甲第七十名。擔任四川犍為縣知縣。后擔任岳州府休寧縣知縣。